# Corythoxestis
Corythoxestis là một chi bướm đêm thuộc họ Gracillariidae.

## Các loài
- Corythoxestis aletreuta (Meyrick, 1936)
- Corythoxestis cyanolampra Vári, 1961
- Corythoxestis pentarcha (Meyrick, 1922)
- Corythoxestis praeustella (van Deventer, 1904)
- Corythoxestis sunosei (Kumata, 1998)
- Corythoxestis yaeyamensis (Kumata, 1998)